# Mammut (Radar)

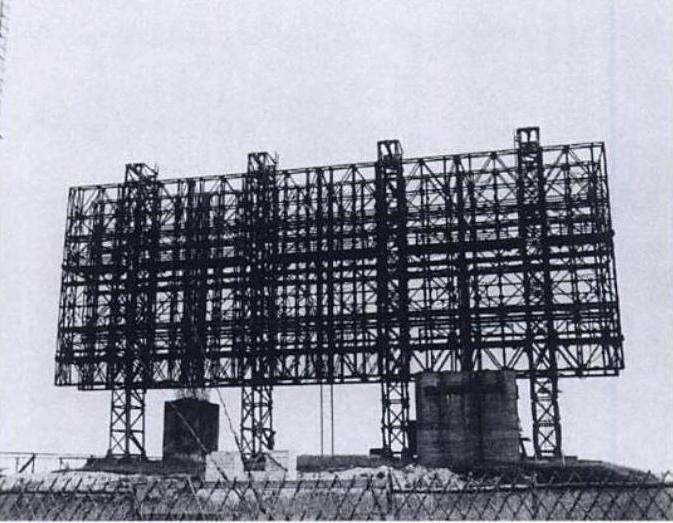
Luftwaffenausführung „Mammut“

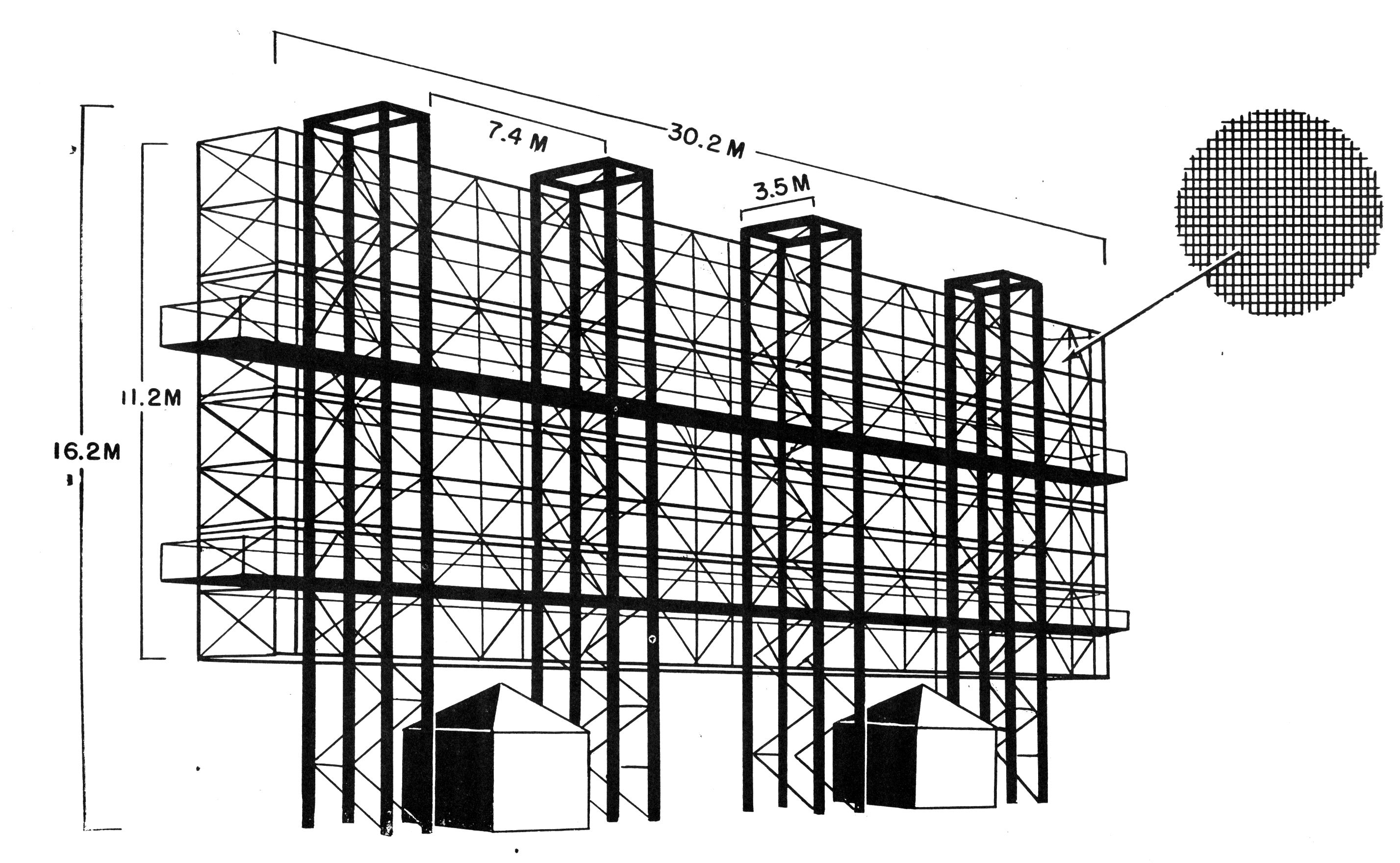
FuMG-41/42 „Mammut“, Luftwaffenausführung mit vier Masten

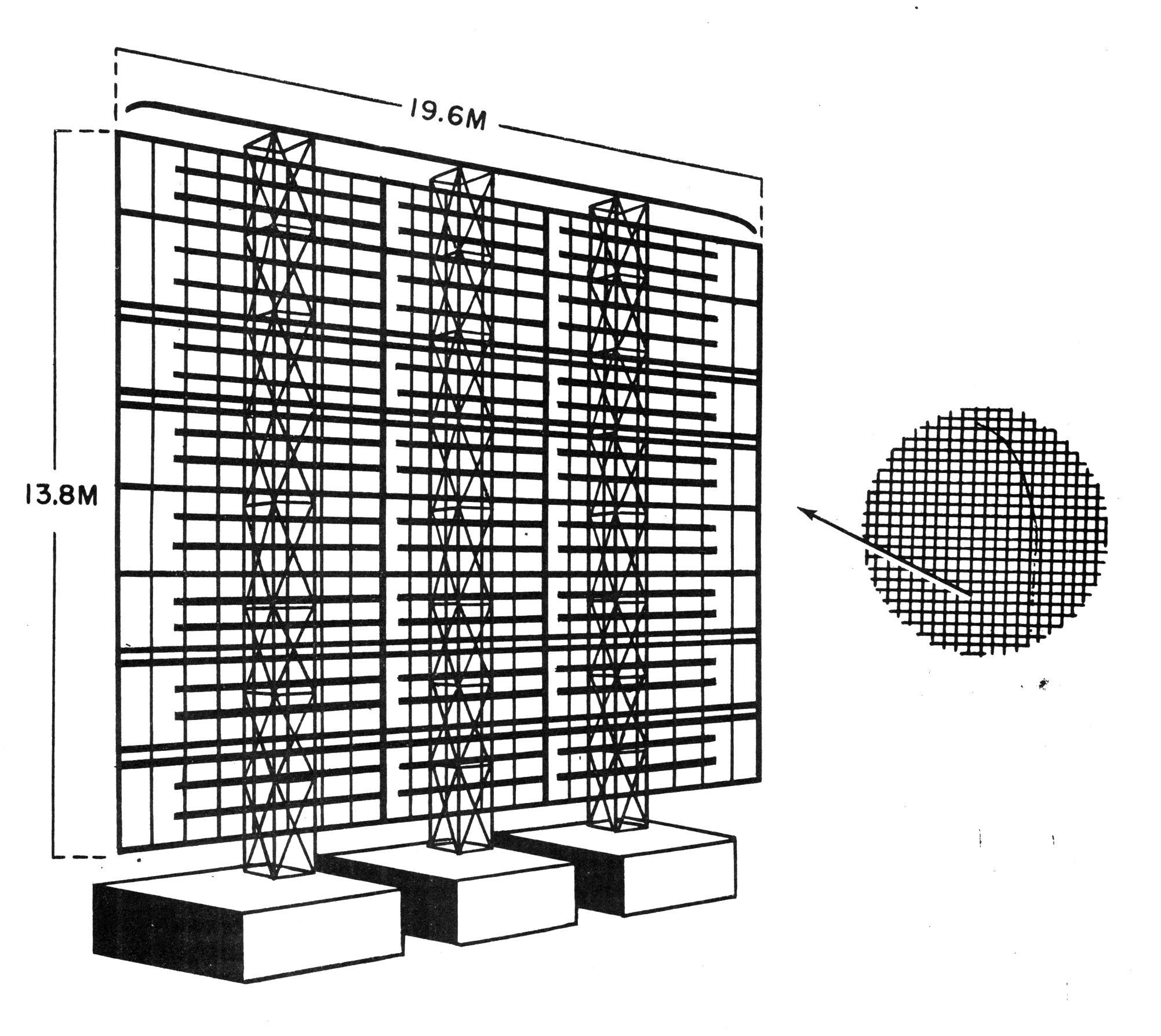
FMO51/52 „Seetakt“, Kriegsmarine-Ausführung mit drei Masten

Die Fernsuchanlage FuMG 41/42 Mammut (Luftwaffenbezeichnung), bzw. FMO51/52 Seetakt (Marinebezeichnung) der Firma Gema war eine Zusammenschaltung von acht (bzw. sechs) Freya-Antennenfeldern auf zwei Freya-Geräte. Damit konnten Ziele in 8000 m Flughöhe auf 300 km Entfernung geortet werden. Die Antennen waren fest montiert. Der Richtstrahl konnte elektronisch um ±60° geschwenkt werden. Es war das erste Phased-Array-Radar der Welt.
Die britische Tarnbezeichnung war „Hoarding“, was so viel wie „Plakatwand“ oder „Anschlagbrett“ bedeutet und wahrscheinlich auf die typische Form des Gerätes anspielt. Die Funkaufklärung war in ihrem Bericht vom 20. April 1945 kurz vor dem Kriegsende noch fälschlicherweise der Meinung, dass es sich nur um Labormuster handelte, die nie in operativen Betrieb gingen.

## Technische Daten
| Sendefrequenz     | 116–146 MHz                                         |
| Impulsleistung    | 20 kW                                               |
| Impulsdauer       | 2–3,5 μs                                            |
| Schwenkbereich    | ±60° elektronisch                                   |
| Strahlbreite      | 0,5°                                                |
| Auflösung         | 300 m                                               |
| Stromversorgung   | Netzspannung und Notstromerzeuger                   |
| Abmessung Antenne | 30 m × 16 m (Luftwaffe), 20 m × 14 m (Kriegsmarine) |
| Gewicht           | unbekannt                                           |
| Röhrenbestückung  | ähnlich Freya                                       |
| Reichweite        | ca. 325 km                                          |